# Cauchys medelvärdessats
Cauchys medelvärdessats är en generalisering av Lagranges medelvärdessats. 
Låt f och g vara två funktioner {\displaystyle \mathbb {R} \longrightarrow \mathbb {R} } med följande tre egenskaper.
- Funktionerna f och g är kontinuerliga över ett slutet intervall {\displaystyle [a,\,b]}.
- Derivatorna {\displaystyle f^{\prime }} och {\displaystyle g^{\prime }} existerar över det öppna intervallet {\displaystyle (a,\,b)}.
- Derivatan {\displaystyle g^{\prime }} är inte lika med noll på det öppna intervallet {\displaystyle (a,\,b)}.

Då innehåller det öppna intervallet {\displaystyle (a,\,b)} minst ett tal, {\displaystyle c}, för vilket följande ekvation är sann:
{\displaystyle {\frac {f(b)-f(a)}{g(b)-g(a)}}={\frac {f^{\prime }(c)}{g^{\prime }(c)}}}.

## Bevis
Cauchys medelvärdessats bevisas genom att tillämpa Rolles sats på följande linjärkombination av det två funktionerna f och g:
{\displaystyle \phi (x)=\{f(b)-f(a)\}\cdot g(x)-\{g(b)-g(a)\}\cdot f(x)}.
De fakta att funktionerna f och g är kontinuerliga på det slutna intervallet {\displaystyle [a,\,b]} och deriverbara på det öppna intervallet {\displaystyle (a,\,b)} innebär att funktionen {\displaystyle \phi } är kontinuerlig på det slutna intervallet {\displaystyle [a,\,b]} och deriverbar på det öppna intervallet {\displaystyle (a,\,b)}; dessutom antar funktionen samma värde i intervallets ändpunkter:
{\displaystyle \phi (a)=\{f(b)-f(a)\}\cdot g(a)-\{g(b)-g(a)\}\cdot f(a)=\{f(b)-f(a)\}\cdot g(b)-\{g(b)-g(a)\}\cdot f(b)=\phi (b)}.
Rolles sats säger då att det öppna intervallet {\displaystyle (a,\,b)} innehåller ett tal, c, för vilket derivatan {\displaystyle \phi ^{\prime }} antar värdet noll:
{\displaystyle {\Big (}\exists \,c\in (a,b){\Big )}\,{\Big (}\{f(b)-f(a)\}\cdot g^{\prime }(c)-\{g(b)-g(a)\}\cdot f^{\prime }(c)=0{\Big )}}.
Vi gör nu följande två observationer rörande funktionen g.
1. Vi vet att derivatan {\displaystyle g^{\prime }} inte är noll på det öppna intervallet {\displaystyle (a,\,b)} vilket innebär att talet {\displaystyle g^{\prime }(c)} inte är lika med noll.
2. Om funktionen g antar samma värde i intervallets ändpunkter så kan vi tillämpa Rolles sats på den, och hävda att intervallet {\displaystyle (a,\,b)} innehåller ett tal där derivatan {\displaystyle g^{\prime }} är lika med noll; men detta strider mot vad vi vet om funktionen g. Därför antar den inte samma värde i intervallets ändpunkter, varför differensen {\displaystyle g(b)-g(a)\neq 0}.

Dessa observationer låter oss dividera ekvationen {\displaystyle \phi ^{\prime }(c)=0} med talet {\displaystyle \{g(b)-g(a)\}\cdot g^{\prime }(c)} – som vi nu vet inte är lika med noll – för att få följande resultat:
{\displaystyle {\Big (}\exists \,c\in (a,b){\Big )}\,\left({\frac {f(b)-f(a)}{g(b)-g(a)}}={\frac {f^{\prime }(c)}{g^{\prime }(c)}}\right)}.
Detta avslutar beviset av Cauchys medelvärdessats.